# (5139) Rumoi
(5139) Rumoi est un astéroïde de la ceinture principale.

## Description
(5139) Rumoi est un astéroïde de la ceinture principale. Il fut découvert le 13 novembre 1990 à Kagoshima par Masaru Mukai et Masanori Takeishi. Il présente une orbite caractérisée par un demi-grand axe de 2,85 UA, une excentricité de 0,03 et une inclinaison de 2,8° par rapport à l'écliptique.

## Compléments